# (10095) Carlloewe
(10095) Carlloewe est un astéroïde de la ceinture principale.

## Description
(10095) Carlloewe est un astéroïde de la ceinture principale. Il fut découvert le 9 septembre 1991 à Tautenburg par Freimut Börngen et Lutz Dieter Schmadel. Il présente une orbite caractérisée par un demi-grand axe de 3,00 UA, une excentricité de 0,05 et une inclinaison de 9,4° par rapport à l'écliptique.
Cet astéroïde est nommé en hommage au compositeur allemand Carl Loewe (1796-1869).

## Compléments